# All I Really Want to Do
| Críticas profissionais | Críticas profissionais |
| Avaliações da crítica  | Avaliações da crítica  |
| Fonte                  | Avaliação              |
| ---------------------- | ---------------------- |
| allmusic               | [ 1 ]                  |

All I Really Want to Do é o álbum de estreia da cantora, atriz e apresentadora estadunidense Cher. Foi lançado em 16 de outubro de 1965 pela Imperial Records.
O álbum foi produzido por seu marido e parceiro de dupla, Sonny Bono, com contribuições do arranjador Harold Battiste. O álbum após o seu lançamento, foi bem recebido positivamente pela crítica. O álbum foi o primeiro álbum de sucesso da carreira solo de Cher dos anos 1960, tanto no Reino Unido e os EUA.
Ao mesmo tempo em que a dupla Sonny & Cher estavam debutando sob selo Atco Records, Sony Bono arranjou um contrato para Cher com a gravadora Imperial. Após o sucesso da dupla com "I Got You Babe",Sony decidiu promover a carreira solo,produzindo ele mesmo seu primeiro álbum. O álbum é o primeiro projeto solo de Cher desde os singles (que fracassaram) de 1964: "Ringo, I Love You" e "Dream Baby", lançados sob os pseudônimos Bonnie Jo Mason e Cherylin respetivamente. All I Really Want to Do, da mesma forma que o álbum debut de Sonny & Cher contém um número substancial de covers, além de um vários estilos músicais contemporâneos,como faixas agitadas no estilo rock e folk, na intenção de diferenciar-se do estilo da dupla.
No álbum Cher faz cover de três canções do cantor Bob Dylan: "All I Really Want to Do", "Blowin' in the Wind" e "Don't Think Twice, It's All Right",bem como composições de Bono: "Needles and Pins",que foi um sucesso do grupo britânico "The Searches" em 1963. O álbum também incluí "I Go to Sleep" de Ray Davies (que depois seria regravada e com sucesso pelo grupo The Pretenders) e o cover de "See See Rider", arranjado por Sonny Bono, Charles Greene e Robert Stone. Os outros covers são: "She Thinks I Still Care", "The Bells of Rhymney" and "Come and Stay With Me"
Durante a sessão de gravação do álbum,Cher gravou uma composição de Bono chamada: "I'm Gonna Love You",que não foi incluída no álbum,mas fez parte do single "All I Really Want to Do" e na trilha sonora do filme de Sony & Cher de 1967: "Good Times".
Em 1992 All I Really Want to Do e o segundo álbum da artista: The Sonny Side of Chér,foram relançados em apenas um CD pela gravadora EMI. Já em 1995,a EMI lançaria uma compilação chamada The Originals que incluía: All I Really Want to Do,The Sonny Side of Chér e o terceiro álbum solo da cantora Chér.Em 2005 a BGO Records relançaria o álbum junto com The Sonny Side of Chér. O álbum sozinho,com suas doze faixas nunca foi lançado individualmente.

## Faixas
| #   | Título                    | Composição                               | Duração |
| --- | ------------------------- | ---------------------------------------- | ------- |
| 1.  | "All I Really Want to Do" | Bob Dylan                                | 2:56    |
| 2.  | "I Go to Sleep"           | Ray Davies                               | 2:28    |
| 3.  | "Needles and Pins"        | Sonny Bono, Jack Nitzsche                | 2:26    |
| 4.  | "Don't Think Twice"       | Bob Dylan                                | 2:25    |
| 5.  | "She Thinks I Still Care" | Dickey Lee Lipscomb                      | 2:15    |
| 6.  | "Dream Baby"              | Sonny Bono                               | 2:58    |
| 7.  | "The Bells of Rhymney"    | Idris Davies, Pete Seeger                | 3:07    |
| 8.  | "Girl Don't Come"         | Chris Andrews                            | 2:05    |
| 9.  | "See See Rider"           | Sonny Bono, Charles Greene, Robert Stone | 2:38    |
| 10. | "Come and Stay With Me"   | Jackie DeShannon                         | 2:45    |
| 11. | "Cry Myself to Sleep"     | Mike Gordon                              | 2:18    |
| 12. | "Blowin' in the Wind"     | Bob Dylan                                | 3:24    |

## Singles
- 1. "Dream Baby"

Lançamento: sob o nome "Cherilyn" em 27 de Novembro de 1964
- 2. "All I Really Want to Do"

Lançamento: Setembro de 1965

## Charts
| Chart (1965)                | Peak position |
| --------------------------- | ------------- |
| UK Albums Chart             | 7             |
| United States Billboard 200 | 16            |